# Ласкін Сергій Володимирович
Сергі́й Володи́мирович Ла́скін (нар. 29 листопада 1976 — пом. 24 січня 2015) — сержант Збройних сил України, учасник російсько-української війни.

## Життєпис
Працював у місті Київ. Коли отримав повістку, одразу повернувся та пішов до військкомату. Призваний за мобілізацією 8 серпня 2014-го; сержант 17-ї окремої танкової бригади, командир танка. Загинув у зоні проведення бойових дій (за однією з версій — від кулі співслужбовця).
Похований в Новоолексіївці 30 січня 2015-го з військовими почестями.
Залишились батьки, 18-річний син та 13-річна донька.

## Нагороди та вшанування
- Указом Президента України № 216/2016 від 18 травня 2016 року, «за особисту мужність і високий професіоналізм, виявлені у захисті державного суверенітету та територіальної цілісності України, вірність військовій присязі», нагороджений орденом «За мужність» III ступеня (посмертно)[2]
- Вшановується в меморіальному комплексі «Зала пам'яті», в щоденному ранковому церемоніалі 24 січня[3][4].